# آرام (ترانه هوزیر)
«آرام» تک‌آهنگی از هنرمند اهل ایرلند هوزیر است که در سال ۲۰۱۴ میلادی منتشر شد. این تک‌آهنگ در آلبوم هوزیر قرار داشت.
این تک‌آهنگ در چارت ایرلند در رتبه سه قرار گرفت.